# Il boia di Lilla - La vita avventurosa di Milady
Il boia di Lilla - La vita avventurosa di Milady è un film del 1952 diretto da Vittorio Cottafavi.

## Trama
La storia narra della vita di Anne de Breuil, meglio conosciuta come Milady de Winter, famosa per essere la nemica dei tre moschettieri, donna crudele dal passato oscuro legato a quello del conte de La Fère, prima come moglie e poi come avversaria. La donna riesce a sopravvivere al tentato omicidio del marito che poi reincontrerà con il nome di Athos. Alla fine verrà condotta al patibolo e il boia si scoprirà essere il fratello di un suo antico amore.

## Distribuzione
Venne distribuito il 23 ottobre del 1952.